# Starokatolická církev v Nizozemsku
Starokatolická církev v Nizozemsku (nizozemsky: Oud-Katholieke Kerk van Nederland) je křesťanská církev hlásící se ke starokatolickému hnutí, které se od římskokatolické církve oddělilo v 19. století.
Starokatolická církev se v Nizozemsku zařazuje mezi starokatolické církve Utrechtské unie. Jedná se o nejstarší starokatolickou církev. V roce 2017 měla 4.585 věřících. Arcibiskup z Utrechtu je předsedou Mezinárodní starokatolické biskupské konference (IBK), v současnosti[kdy?] je jím Bernd Wallet. Starokatolická církev má v Nizozemsku dvě další biskupství (Haarlem a Deventer). Tato církev světí také ženy a otevřeně se staví k partnerstvím stejného pohlaví. 